# トネ・ミルン
トネ・ミルン（英: Tone Milne、1860年12月26日〈万延元年11月15日〉 - 1925年〈大正14年〉1月30日）は、イギリスの鉱山技師・地震学者であるジョン・ミルンの妻。旧姓は堀川 トネ（ほりかわ トネ）。明治時代では珍しい国際結婚でミルンの妻となった。ミルンの東京滞在時は、日本語の文献の翻訳、日本の歴史の調査などで、ミルンの地震学研究に助力した。結婚するまでは周囲からいわれのない差別を受け、ミルンとの出逢いの後も、結婚に至るまで様々な障害に阻まれる。

## 経歴

### 少女期
蝦夷地箱館（現在の函館市）で、陸奥国川内村（現・むつ市）出身で願乗寺（現在の本願寺函館別院）の僧侶・堀川乗経の長女として誕生した。堀川乗経は、水不足に悩む箱館市民のため亀田川を市街地まで引き込む疎水の建設を主導した人物であり、後年に一家が名乗った姓「堀川」とは、その川の通称である。父の乗経は、仏教の教えに基づいて人々に尽くしたことを説いた。トネはその教えのもと、女の身でも男性同様に夢を抱いて生きることを志した。

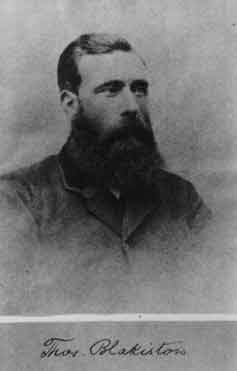
トーマス・ブラキストン

当時の函館は貿易港として開かれていたため、国外から函館に居留する人々も珍しくなく、少女期には近所にイギリス人の貿易商人であるトーマス・ブラキストンが住んでいた。ブラキストンはトネに英語を教え、西洋文化を紹介するなど、少女期のトネに対して、実父以上の影響を与えた。

### 開拓使仮学校
1872年（明治5年）、ブラキストンのすすめにより、ホーレス・ケプロンの推進する東京府の開拓使仮学校女学校に入学した。日本中からの応募者の中から、学力、人格、財力、家族関係など厳しく審査された入学者たちが集い、北海道からは6人、平民はトネを含めて2人だけだった。
入学式の日の自己紹介で、貴族や上流家庭出身の女生徒ばかりの中、トネは当時まだ姓を名乗っていなかったことで早速、格好のからかいの的となった。平民の上におとなしい性格もあり、トネは肩身の狭い思いを続けた。
郷里宛ての手紙では、その辛さをひた隠しにし、元気な様子を装っていた。しかし女学校の札幌移転が発表された直後より、トネは急激に体調を崩し、移転後の祝賀会でついに倒れてしまった。その後も、授業中も集中できず、教員たちからも睨まれた。ついには、「生涯治らぬ脳の病（やまい）にかかり、精神錯乱に陥る。学課に従事すること覚束無いため」との理由で、退学を命ぜられた。

### 苦難の日々
悲嘆に暮れて家を帰るトネを、家族たちは優しく迎えたものの、トネは「脳の病」とあらぬ理由をつけられ、泣き寝入りの日々が続いた。
やがてトネは、実家での生活で徐々に体調と心を回復させていった。しかし「脳の病で女学校を退学させられた」との噂は町中に広がった。それまで親しくしていた人々は、一変して「脳の病がうつる」などと言って、辛くあたるようになった。
後にトネに縁談が来た。相手は呉服屋の男性であり、トネに「洋服を着せたらさぞ似合うだろう」というのが、見初めた理由であった。しかしトネはその言葉に「女性は着せかえ人形じゃない。私は飾り物じゃない。女を自分の所有物とみなすような人は好きになれない」と、縁談を断った。このことはまたしても街の噂となり、「呆れてものが言えない」「やはり脳の病なんだろう」などと言われた。誹謗中傷が続き、トネは地元ですら疲弊する生活を送り続けた。

### ジョン・ミルンとの出逢い

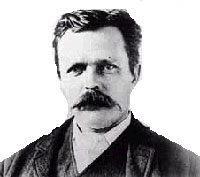
ジョン・ミルン

1878年（明治11年）、最大の理解者であった父の乗経が死去した。トネは同年の父の月命日への墓参の折に、ブラキストンに出逢い、このとき偶然にもブラキストンがジョン・ミルンを連れていた。これがトネの生涯の伴侶となる、ミルンとの出逢いであった。
ミルンとトネは、初対面から互いに好印象を抱いた。トネは英語の読み書きができたこともあり、ミルンと親しい間柄となった。その後、ブラキストン家で開催されたパーティーにおいて、ミルンとトネはさらに親密さを増した。ミルンはトネに、自分は仕事で函館を去らなければならないが、必ずまた函館に来ることを約束し、それまでの間の文通を申し込んだ。
数十通の文通を経て、翌1879年（明治12年）、ミルンは約束通り、再び函館を訪れてトネに再会した。トネがミルンに函館への来報を歓迎すると、ミルンは「私は函館ではなく、あなたのいる場所に来たのです」と告げた。
トネは1年間悩んだ挙句の答として、自分が「脳の病」との理由で女学校を退学させられたことを、ミルンに告白した。ミルンが真実を知れば、もう自分を相手にしないかもしれないとの覚悟であった。しかしミルンはトネを優しく理解し、自分もまたスコットランド人のためにイギリスでは差別に逢い、それと闘いながら現在の地位を得たこと経緯を話し、トネにも過去を踏み台としてより前進することを勧めた。
自分を優しく理解してくれるミルンは、トネにとってもはやかけがいのない存在となった。そしてミルンは自分が地震と火山の研究に明け暮れていることを話し、英語の私塾を志すトネに「2人で生活を共にしませんか」と誘いかけた。これがミルン流の求婚であった。

### 東京 - イギリスでの生活
1880年（明治13年）、ミルンは東京へ転居し、日本地震学会創設のための多忙な身となった。トネはミルンに尽くす決心をし、東京へ転居してミルンと同居生活を始めた。東京でのトネは、日常生活に加えて、日本語の文献の翻訳、日本の歴史の調査など、陰ながらミルンの地震学研究に助力した。トネはミルンの妻としてトネ・ミルンを名乗ったが、トネは寺の娘で仏教徒、ミルンはキリスト教徒という宗教の違いなどが障害となり、役場に届けを提出することができず、当時としては珍しい事実婚であった。
日清戦争を経て、国外の者を排除する動きが強まった。そのためにミルンは、日本を去る決心した。当時、お雇い外国人と日本人女性との恋愛は、そのほとんどが悲恋に終わり、別離した女性は「羅紗緬」として差別されていたことから、ミルンが日本を去ることを辛く感じた。しかしミルンは「トネとの結婚届を出さなければならない」と告げた。
1895年（明治28年）トネとミルンは事実婚から14年目にして、正式に籍を入れた。国際結婚もまた、当時は異例のことであった。同年6月、トネはミルンと、多くの人々に見送られて日本を発った。イギリスには永住する覚悟を固めていた
イギリスではミルンは、地震観測の最適な地として、ワイト島に住んだ。トネは、日本への望郷の念が募るものの、ミルンの深い理解と愛情に包まれて過ごした。ミルンはトネを1人の女性として扱い、人間性を重んじたことから、トネは「日本人と結婚していたなら、これほどの幸福感は得られなかったろう」との思いであった。ミルンにとっても、トネによって人生が有意義になり、地震学に没頭できるのはトネがいたからこそであった。
ワイト島でのトネは、慣れない異国の地の生活に苦労しながらも、お茶の時間を陽気に取り仕切るなどして生活した。函館で英語を身につけていたにもかかわらず、現地の知人の証言によれば「英語はあまりわからなかったようだ」というが、それでもしきりに喋り、冗談を言っては周囲を笑わせ、周囲の者たちはトネが何を言おうとしたかを当てようとするなどで沸き立った。イギリス人であるミルンほど社交性は広がらなかったが、ミルンからは常に愛情と思いやりをかけられていた。

### 晩年
1913年、ミルンが63歳で死去した。トネは子宝にも恵まれず、天涯孤独の身となった。トネのほかに、ミルンは東京から日本人協力者をイギリスに連れてきていたが、その協力者も病気で帰国していたため、身近に日本語を理解できる者もいない状態となった。夫の眠る土地を離れるには忍びなく、その後もワイト島で、ミルンの家で暮し続けた。
ミルンの没後は、ミルン家を訪ねる者も徐々に減った。言葉の問題もあって日常生活は徐々に困難になった上に、体調も崩しがちになったが　遺言により、収入は保証されており、トネへの慰めとなった。
第一次世界大戦を経て1920年（大正9年）、トネはミルンの遺髪を携えて、25年ぶりに帰郷した。1925年（大正14年）1月30日、函館の湯の川通りの自宅で、64歳で死去した。夫妻の墓碑は函館山腹の本願寺函館別院の墓地にミルンの弟子・田中館愛橘らによって建てられ、夫ミルンの遺髪と共に葬られている。

## 没後
函館出身のノンフィクション作家である森本貞子は、トネ・ミルンの生涯に関心を抱いて取材、執筆。1981年（昭和56年）に『女の海溝-トネ・ミルンの青春』を文芸春秋社から出版した。一時は絶版となったものの、絶版を惜しむ市民の声を受けて、五稜郭タワーが版権の譲渡を受け、市内の幻洋社の編集・制作により、1994年に復刊された。